# Pompogne
Pompogne is een gemeente in het Franse departement Lot-et-Garonne (regio Nouvelle-Aquitaine) en telt 148 inwoners (2004). De plaats maakt deel uit van het arrondissement Nérac.

## Geografie
De oppervlakte van Pompogne bedraagt 41,3 km², de bevolkingsdichtheid is 3,6 inwoners per km².
De onderstaande kaart toont de ligging van Pompogne met de belangrijkste infrastructuur en aangrenzende gemeenten.

## Demografie
Onderstaande figuur toont het verloop van het inwonertal (bron: INSEE-tellingen).